# Cattolica Eraclea
Cattolica Eraclea (Catòlica in siciliano) è un comune italiano di 3 263 abitanti del libero consorzio comunale di Agrigento in Sicilia.

## Geografia fisica

### Territorio

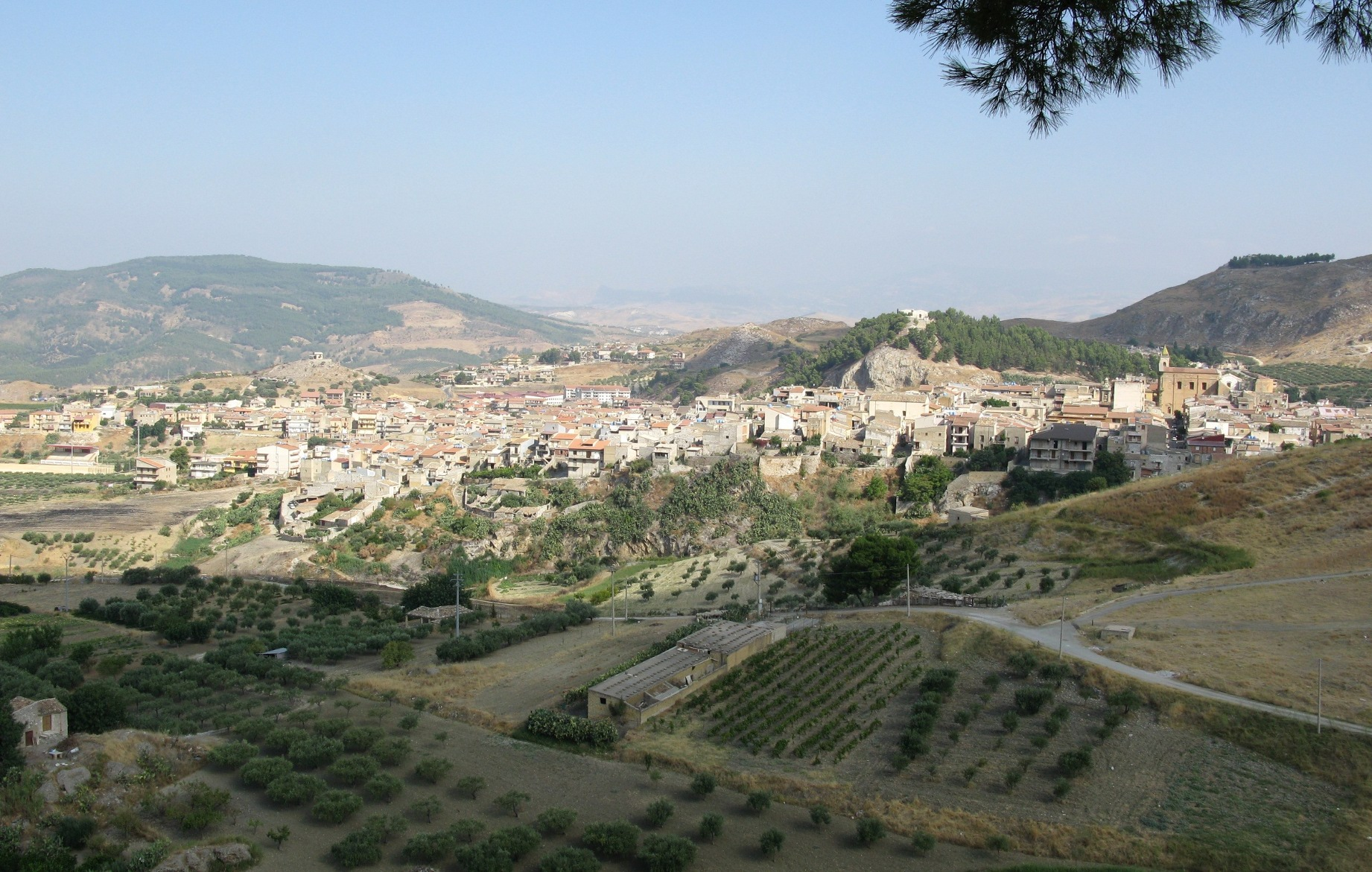
Vista di Cattolica Eraclea

Cattolica Eraclea sorge su un pianoro in declivio posto ai piedi del Monte Sorcio, alto 521,2 m s.l.m., a 13 km da Capo Bianco (Eraclea Minoa)  e dal mare. A nord si affaccia sulla vallata del fiume Platani mentre tutt'intorno è circondata da colline ed elevazioni che vanno dai 400 m. di Monte San Giorgio ai 674 m. di Monte Giafaglione.

## Storia
La fondazione avvenne intorno al 1612 a seguito di una
licentia populandi (così allora veniva chiamato il permesso di costruire un insediamento abitativo) ottenuta da Blasco Isfar et Corillas dal Re di Spagna ed il nome attribuito all'insediamento fu quello di Cattolica proprio in ossequio a Sua cattolicissima Maestà, il re Filippo III.
La nuova città venne presto elevata al rango di baronia, poi di ducato e di principato nel 1620. Agli inizi del secolo XVIII passò per eredità dai Del Bosco ai Bonanni.

La denominazione attuale di Cattolica Eraclea venne stabilita da un Regio decreto del 1874, che aggiunse al nome originario quello dell'antica colonia greca Eraclea.

### Simboli
Lo stemma è stato concesso con regio decreto del 9 aprile 1928.
(R.D. del 9 aprile 1928, regie lettere patenti del 10 agosto 1928)
Il gonfalone è un drappo di rosso.

## Monumenti e luoghi d'interesse

### Architetture religiose
- 1745, Duomo dello Spirito Santo.
- 1630, Chiesa di Maria Santissima della Mercede.
- 1608, Chiesa di Sant'Antonio Abate.
- 1638, Chiesa del Rosario.
- 1626, Chiesa del Purgatorio.
- 1622, Chiesa di Sant'Antonio di Padova.
- 1696, Chiesa di San Calogero.
- 1631, Chiesa del Collegio di Maria.

### Siti archeologici
Il sito archeologico di maggiore rilievo si trova nella frazione di Eraclea Minoa, dove vi sono i resti di un'antica città greca.

### Aree naturali

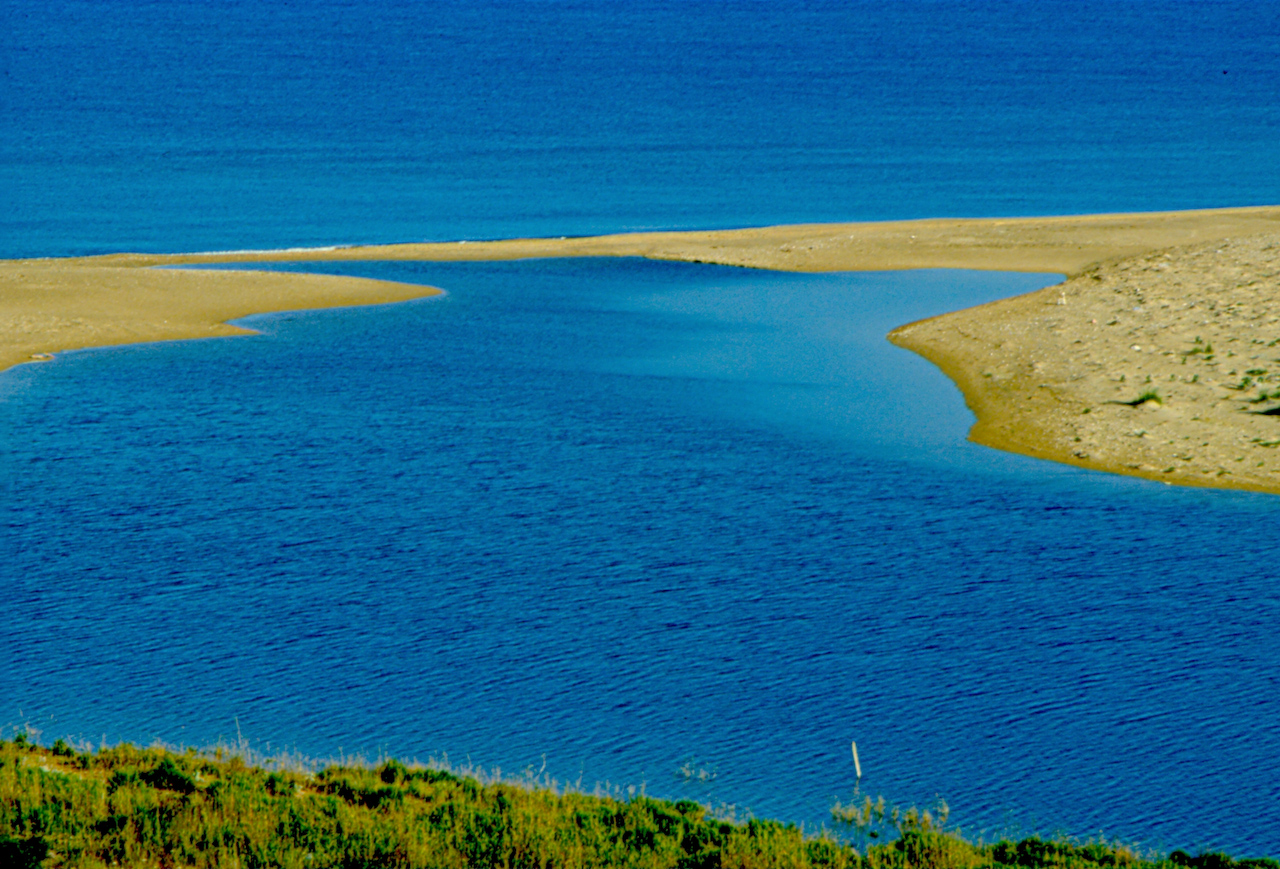
RNO Foce del fiume Platani

La foce del fiume Platani e i terreni adiacenti costituiscono la riserva naturale orientata (RNO). La riserva nel tratto di mare possiede la tipica vegetazione dunale.
Nell'interno si trovano Eucalipti, Acacie e Pini, che si sovrappongono a specie arbustive spontanee e a una cospicua vegetazione mediterranea.
La riserva è stata istituita per tutelare il particolare ecosistema costiero e le numerose specie di uccelli, come l'airone cenerino, il gabbiano reale, l'airone rosso e il falco di palude. Il paesaggio della riserva è completato dalla meravigliosa falesia di Capo Bianco, roccia a picco sul mare, mentre sul pianoro sovrastante si possono ammirare i resti dell'antico teatro greco.

## Società

### Evoluzione demografica
Abitanti censiti

## Geografia antropica

### Frazioni

#### Eraclea Minoa
È l'unica frazione degna di nota all'interno del territorio comunale. Si tratta di un piccolo abitato, adiacente al mare, costituito da poche case (in maggioranza abitate solo nel periodo estivo) e da un camping. 
Nei pressi del paese si trovano i resti di un'antica città greca.

## Economia

### Agricoltura
L'economia locale è prettamente agricola.
Nel territorio circostante si coltivano la vite, l'olivo e gli agrumi; notevoli anche i frutteti e i mandorleti.
Il vitigno tipico della zona è l'Inzolia, autoctono dell'area, ma vengono coltivate anche altre varietà di pregio che danno un vino rosso rubino dal sapore forte e di buona gradazione alcolica.
La coltivazione dell'olivo per la produzione dell'olio predililige le cultivar Biancolilla, Passulunara e Nocellara. Si coltivano anche cereali e frumento.
Il territorio di Cattolica Eraclea è compreso nella zona di produzione dell'Arancia di Ribera D.O.P. e del Pistacchio di Raffadali D.O.P.

### Attività minerarie
Furono attive nel territorio diverse miniere di zolfo e, principalmente, salgemma. L'attività estrattiva cessò del tutto a causa del crollo della miniera di salgemma "Salina", avvenuto nel 1979.

## Infrastrutture e trasporti
Cattolica non è attraversata da strade importanti ma è collegata da strade provinciali alla Strada statale 115, da cui dista 7 km e ad Agrigento, Raffadali, Montallegro e Cianciana.
Fino alla chiusura della Ferrovia Castelvetrano-Porto Empedocle aveva una propria stazione ferroviaria posta a circa 1,5 km dall'abitato.

## Amministrazione
Di seguito è presentata una tabella relativa alle amministrazioni che si sono succedute in questo comune.
| Periodo          | Periodo          | Primo cittadino     | Partito                            | Carica  | Note   |
| ---------------- | ---------------- | ------------------- | ---------------------------------- | ------- | ------ |
| 18 giugno 1988   | 28 gennaio 1990  | Salvatore Gangi     | Democrazia Cristiana               | Sindaco | [ 11 ] |
| 28 gennaio 1990  | 9 marzo 1991     | Cosimo Piro         | Democrazia Cristiana               | Sindaco | [ 11 ] |
| 9 marzo 1991     | 19 giugno 1992   | Rosario Spagnolo    | Partito Democratico della Sinistra | Sindaco | [ 11 ] |
| 15 luglio 1992   | 7 giugno 1993    | Giuseppe Termine    | Partito Socialista Italiano        | Sindaco | [ 11 ] |
| 7 giugno 1993    | 1º dicembre 1997 | Antonino Augello    | -                                  | Sindaco | [ 11 ] |
| 1º dicembre 1997 | 15 marzo 2001    | Antonino Cammalleri | centro-destra                      | Sindaco | [ 11 ] |
| 28 maggio 2002   | 15 maggio 2007   | Nino Aquilino       | centro-sinistra                    | Sindaco | [ 11 ] |
| 28 maggio 2007   | 8 maggio 2012    | Cosimo Piro         | lista civica                       | Sindaco | [ 11 ] |
| 8 maggio 2012    | 13 giugno 2017   | Nicolò Termine      | lista civica                       | Sindaco | [ 11 ] |
| 13 giugno 2017   | 12 giugno 2022   | Santo Borsellino    | lista civica                       | Sindaco | [ 11 ] |
| 12 giugno 2022   | in carica        | Santo Borsellino    | lista civica                       | Sindaco | [ 11 ] |

### Altre informazioni amministrative
Il comune di Cattolica Eraclea fa parte delle seguenti organizzazioni sovracomunali: regione agraria n.5 (Colline litoranee di Agrigento).

## Galleria d'immagini

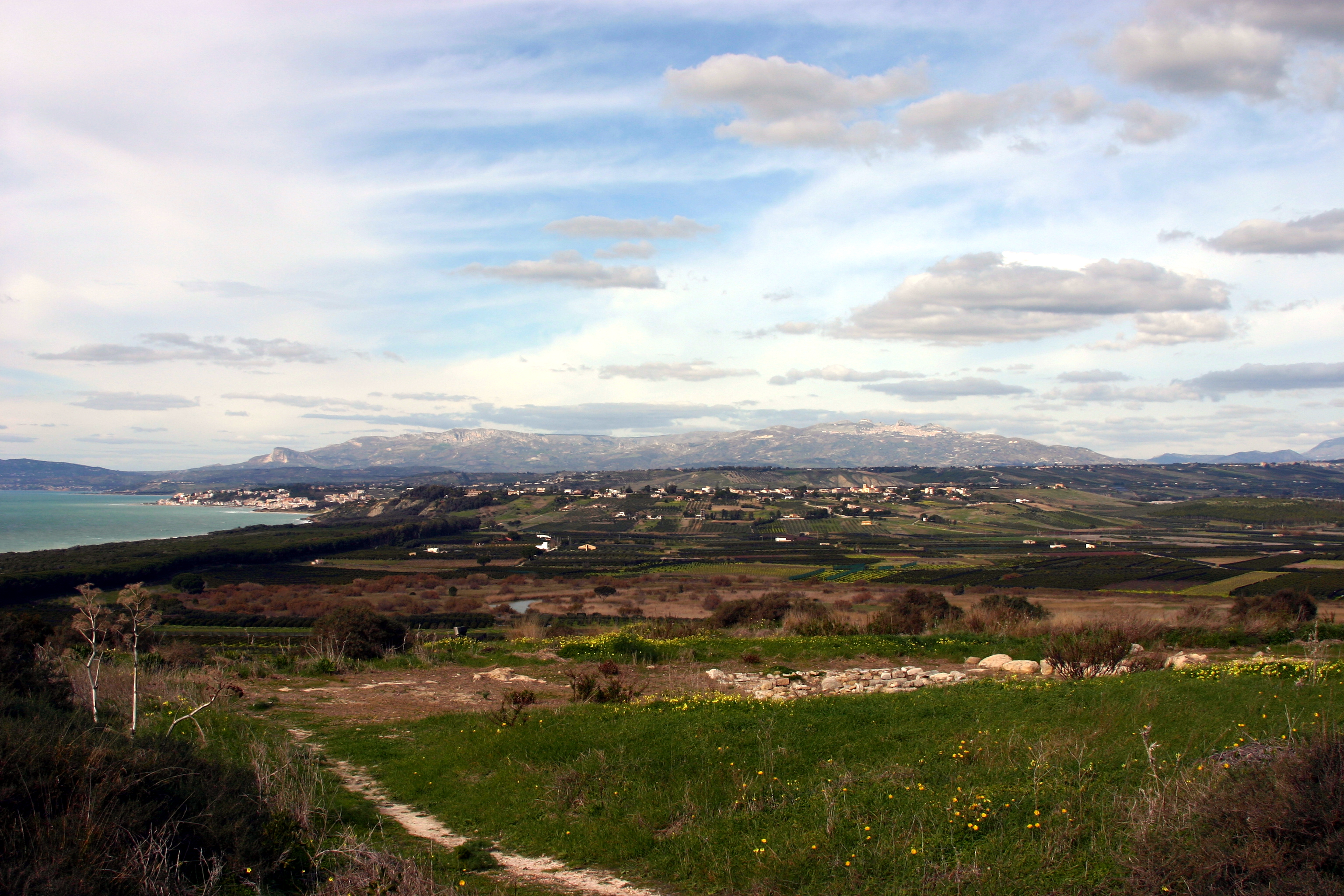
Panorama da Cattolica Eraclea
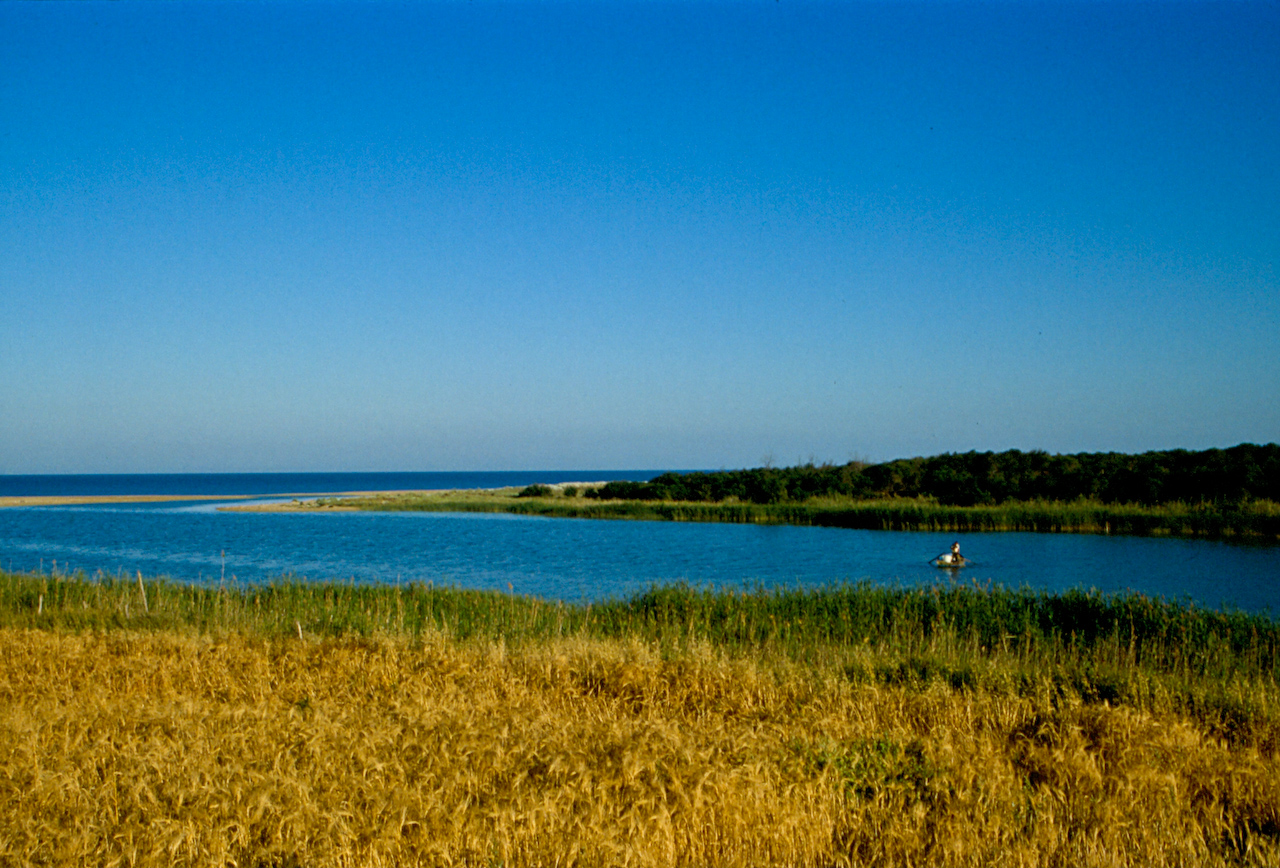
Riserva naturale orientata Foce del fiume Platani